# Kūsahlar
Kūsahlar (persiska: كوسَهلَر, كوزِهلَر, كوسِهلَر, كُسِّهلَر) är en ort i Iran.   Den ligger i provinsen Zanjan, i den nordvästra delen av landet, 290 km väster om huvudstaden Teheran. Kūsahlar ligger 1 943 meter över havet och antalet invånare är 634.
Terrängen runt Kūsahlar är kuperad norrut, men söderut är den platt.Runt Kūsahlar är det ganska glesbefolkat, med 47 invånare per kvadratkilometer. Närmaste större samhälle är Zarrīnābād, 10,2 km sydväst om Kūsahlar. Trakten runt Kūsahlar består i huvudsak av gräsmarker.